# Zoucheng
Zoucheng (邹城市S, ZōuchéngP) è una città-contea della Cina, situata nella provincia dello Shandong e amministrata dalla prefettura di Jining.